# Georges Pasquier
Georges Pasquier (11 de març de 1878 - ?) va ser un ciclista francès, que va córrer a primers del segle xx. Va prendre part en la primera edició del Tour de França, que finalitzà en la 8a posició de la classificació general.

## Palmarès
- 1900
  - 9è a la Bordeus-París
- 1901
  - 7è a la Bordeus-París
  - 10è a la París-Roubaix
- 1902
  - 9è a la París-Roubaix

### Resultats al Tour de França
- 1903. 8è de la classificació general
- 1905. Abandona (3a etapa)
- 1910. Abandona (3a etapa)